# 陸襄
陸 襄（りく じょう、480年 - 549年）は、南朝梁の官僚。字は師卿。本貫は呉郡呉県。

## 経歴
陸閑（陸慧曉の兄の陸慧徹の子）の子として生まれた。天監3年（504年）、都官尚書の范岫の推薦により、著作佐郎に抜擢され、永寧県令に任じられた。任期を満了すると、臨川王蕭宏の下に転じて、司空法曹参軍・外兵参軍を歴任した。さらに廬陵王蕭続の下に転じて、軽車記室参軍をつとめた。昭明太子蕭統が評判を聞いて召し出すと、陸襄は太子洗馬に任じられ、太子中舎人に転じ、いずれも東宮の記録を管掌した。揚州治中として出向するよう命じられると、父の陸閑の最終官がこの官だったことから、陸襄は固辞したものの、武帝に許されず、やむなく赴任した。国子博士を経て、太子家令となり、再び東宮の記録を管掌した。母が死去したため、離職して喪に服した。喪が明けると、太子中庶子に任じられ、また東宮の記録を管掌した。中大通3年（531年）、昭明太子が死去し、太子妃の蔡氏が金華宮に居を構えると、陸襄は中散大夫・領歩兵校尉・金華宮家令・知金華宮事をつとめた。
中大通6年（534年）、鄱陽郡内史として出向した。大同元年（535年）、郡民の鮮于琛が服食修道の門徒を集めて反乱を起こし、広晋県令の王筠を殺し、上願元年の元号を立て、官吏を任命して国の体裁を整えた。鮮于琛が郡城を攻めようとしたため、陸襄は先んじて民衆と官吏を率いて城壁を修築し、防備を整えた。反乱軍がやってくると、陸襄は連戦してこれを撃破し、鮮于琛を生け捕りにすると、残余の人々は逃げ散った。陸襄は鄱陽郡に在任すること6年、賄賂を取らず、折り目正しい統治をおこなって、郡の治安を安定させた。郡民の李睍ら420人が宮殿を訪れて上表し、陸襄の善政を讃える碑を建立するよう求めて許された。また郡民らは陸襄の留任を求めたが、陸襄が建康への帰還を強く求めたため、召還されて吏部郎となり、秘書監に転じ、揚州大中正を兼ねた。太清元年（547年）、揚州大中正のまま度支尚書に転じた。
太清2年（548年）、侯景が反乱を起こして建康を包囲すると、陸襄は侍中省に宿直した。太清3年（549年）3月、台城が陥落すると、陸襄は故郷の呉県に逃げ帰った。反乱軍は呉郡を落とし、さらに侯景の部将の宋子仙が銭塘に進攻した。海塩県の陸黯が義兵数千人を集めて、夜間に呉郡を襲撃し、反乱側の郡太守蘇単于を殺害して郡を奪回し、陸襄を行郡事に推挙した。ときに淮南郡太守の文成侯蕭寧が反乱軍のもとから逃れて呉郡に入ると、陸襄は蕭寧を迎えて盟主とし、陸黯と兄の子の陸映公に兵を与えて宋子仙の進攻をはばませようとした。宋子仙は義兵がやってくると聞くと、引き返して陸黯らと松江で戦い、陸黯を敗走させた。呉郡にいた梁朝側の人々は、再び逃げ散っていった。陸襄は墓の下に隠れて、一夜のうちに憂憤のため死去した。享年は70。侯景の乱が平定されると、侍中・雲麾将軍の位を追贈された。

## 人物・逸話
- 陸襄の父の陸閑は斉の始安王蕭遙光の下で揚州治中をつとめ、永元元年（499年）に蕭遙光が反乱を起こすと、これに従った。蕭遙光が敗北すると、陸閑は捕えられて処刑されることとなった。陸閑の次男の陸絳が代わって死刑を受けることを求めたが許されず、身をもって父をかばって刃を受けた。処刑人は親子ともに殺害した。陸襄は父兄の死をひどく悲しみ、服喪は礼の規定を超え、喪が明けた後も喪中にあるかのようにふるまった。
- 陸襄はもとの名を衰といい、字を趙卿といったが、あるとき上奏した者が襄と書き誤ってしまった。そこで梁の武帝が襄と改名させ、字を師卿と改めさせた。
- 陸襄の母は心臓の痛みに悩んでおり、医者の処方では薬の調剤に3升の粟の汁が必要であった。ときに冬の日暮れも押し迫って、粟の汁が手に入らず陸襄が困っていたところ、突然に老人が邸の門を訪れて粟の汁を与え、量も調剤に必要なとおりであった。そこで陸襄は老人に報酬を支払おうとしたが、老人はいなくなっていた。当時の人は陸襄の孝行心に感じて現れたものだろうとみなした。
- 母が死去したとき、陸襄の年齢はすでに50歳に達していたが、陸襄の服喪における哀毀は礼の規定を超えていた。昭明太子はかれの身体を心配して、使者を派遣して無理をいさめた。

## 伝記資料
- 『梁書』巻27 列伝第21
- 『南史』巻48 列伝第38